# Осман Какей
Осман Какей (англ. Osman Kakay, нар. 25 серпня 1997, Вестмінстер) — англійський і сьєрралеонський футболіст, захисник клубу «КПР» та національної збірної Сьєрра-Леоне.

## Клубна кар'єра
Народився 25 серпня 1997 року уВестмінстері. Вихованець футбольної школи клубу «КПР». З 2015 року почав залучатися до складу головної команди рідного клубу.
Дорослу футбольну кар'єру розпочав 2016 року на виступами на правах оренди за шотландський «Лівінгстон».
Повернувшись до «КПР», у сезоні 2016/17 дебютував у складі його головної команди. Утім стати стабільним гравцем її складу не зумів і в подальшому віддавався в оренду до «Честерфілда» та «Партік Тісл».
2020 року повернувся до «КПР» і відтоді виборов місце у його стартовому складі.

## Виступи за збірну
2018 року дебютував в офіційних матчах у складі національної збірної Сьєрра-Леоне.
У складі збірної був учасником Кубка африканських націй 2021 року у Камеруні.
| Дата       | Місто        | Господарі         | Результат | Гості                | Турнір                                   | Голи | Примітки |
| ---------- | ------------ | ----------------- | --------- | -------------------- | ---------------------------------------- | ---- | -------- |
| 9-9-2018   | Уагадугу     | Ефіопія           | 1 – 0     | Сьєрра-Леоне         | Відбір до Кубка африканських націй 2019  | -    | 69'      |
| 13-11-2019 | Фрітаун      | Сьєрра-Леоне      | 1 – 1     | Лесото               | Відбір до Кубка африканських націй 2021  | -    |          |
| 9-10-2020  | Нуакшот      | Мавританія        | 2 – 1     | Сьєрра-Леоне         | товариський матч                         | -    |          |
| 13-11-2020 | Бенін-Сіті   | Нігерія           | 4 – 4     | Сьєрра-Леоне         | Відбір до Кубка африканських націй 2021  | -    | 69'      |
| 17-11-2020 | Фрітаун      | Сьєрра-Леоне      | 0 – 0     | Нігерія              | Відбір до Кубка африканських націй 2021  | -    | 81'      |
| 15-6-2021  | Конакрі      | Сьєрра-Леоне      | 2 – 1     | Бенін                | Відбір до Кубка африканських націй 2021  | -    |          |
| 6-10-2021  | Ель-Джадіда  | Сьєрра-Леоне      | 1 – 1     | Південний Судан      | товариський матч                         | -    |          |
| 9-10-2021  | Ель-Джадіда  | Гамбія            | 1 – 2     | Сьєрра-Леоне         | товариський матч                         | -    |          |
| 13-11-2021 | Сапанджа     | Коморські Острови | 2 – 0     | Сьєрра-Леоне         | товариський матч                         | -    |          |
| 11-1-2022  | Дуала        | Алжир             | 0 – 0     | Сьєрра-Леоне         | Кубок африканських націй 2021 - 1-й етап | -    |          |
| 16-1-2022  | Дуала        | Кот-д'Івуар       | 2 – 2     | Сьєрра-Леоне         | Кубок африканських націй 2021 - 1-й етап | -    | 52'      |
| 20-1-2022  | Лімбе        | Сьєрра-Леоне      | 0 – 1     | Екваторіальна Гвінея | Кубок африканських націй 2021 - 1-й етап | -    |          |
| 24-3-2022  | Аксу         | Того              | 3 – 0     | Сьєрра-Леоне         | товариський матч                         | -    |          |
| 29-3-2022  | Аксу         | Республіка Конго  | 1 – 2     | Сьєрра-Леоне         | товариський матч                         | -    |          |
| 9-6-2022   | Абуджа       | Нігерія           | 2 – 1     | Сьєрра-Леоне         | Відбір до Кубка африканських націй 2023  | -    |          |
| 13-6-2022  | Ель-Джадіда  | Сьєрра-Леоне      | 2 – 2     | Гвінея-Бісау         | Відбір до Кубка африканських націй 2023  | -    |          |
| 24-9-2022  | Йоганнесбург | ПАР               | 4 – 0     | Сьєрра-Леоне         | товариський матч                         | -    |          |
| 11-9-2023  | Бісау        | Гвінея-Бісау      | 2 – 1     | Сьєрра-Леоне         | Відбір до Кубка африканських націй 2023  | -    | 23'      |
| 14-10-2023 | Хурибга      | Бенін             | 1 – 1     | Сьєрра-Леоне         | товариський матч                         | -    | кап.     |
| 17-10-2023 | Хурибга      | Сомалі            | 0 – 2     | Сьєрра-Леоне         | товариський матч                         | -    |          |
| 15-11-2023 | Ель-Джадіда  | Ефіопія           | 0 – 0     | Сьєрра-Леоне         | Відбір до ЧС 2026                        | -    |          |
| 19-11-2023 | Монровія     | Сьєрра-Леоне      | 0 – 2     | Єгипет               | Відбір до ЧС 2026                        | -    | кап.     |
| Усього     |              | Матчів            | 22        |                      | Голів                                    | 0    |          |